# Rhynchostegium georgianum
Rhynchostegium georgianum là một loài rêu trong họ Brachytheciaceae. Loài này được Dixon & Grout mô tả khoa học đầu tiên năm 1930.